# Marienfels
Marienfels är en kommun och ort i Rhein-Lahn-Kreis i förbundslandet Rheinland-Pfalz i Tyskland.
Kommunen ingår i kommunalförbundet Verbandsgemeinde Nastätten tillsammans med ytterligare 31 kommuner.